# Opération Lapin
Pour plus de détails, voir Fiche technique et Distribution.
Opération lapin (Operation: Rabbit) est un cartoon Looney Tunes réalisé par Chuck Jones, sorti en 1952. Il met en scène Bugs Bunny et Vil Coyote.

## Synopsis
Vil sort de sa tanière et met une porte pliable devant le terrier de bugs qui monte avec un ascenseur. Le coyote, avec un air prétentieux de génie, vient en personne dire au lapin qu'il sera mangé.
Le plan no 1 de Vil consiste à placer sur le terrier de bugs une cocotte-minute : il y place d'abord des légumes, un œuf, de la sauce et du poivre. Il met en route la machine sans savoir que Bugs est sorti par un autre trou, après avoir dit au coyote qu'il n'avait pas de lapin, Bugs coince le coyote sous la cocotte et l'assomme avec un gourdin.
Le plan no 2 du coyote consiste simplement à placer un tuyau coudé dans le terrier du lapin et à tirer avec un canon, mais Bugs lui renvoie le boulet sur la figure. Vil, alors en pleine effervescence, reçoit la visite de Bugs qui voudrait lui faire signer son testament avec un bâton de dynamite. Le coyote éteint la mèche mais sans se rendre compte que le bâton avait une deuxième mèche.
Le plan no 3 de Vil consiste à envoyer une robote lapine bourrée de dynamite vers le terrier de Bugs ; il reçoit la visite d'une coyote mécanique sans remarquer les fils qui sont reliés au détonateur de Bugs. Le coyote, en entendant la lapine sonner, essaye de l'envoyer dehors, mais en vain.
Le plan no 4 consiste à envoyer une soucoupe volante pour désintégrer le lapin. Mais Bugs, grâce à un déguisement de poulet, renvoie la soucoupe vers la tanière de Vil. Ce dernier se retire dans une cabane à explosifs : TNT et dynamite. Il farcit de nitroglycérine des carottes. Bugs tracte la cabane sur une voie ferrée, juste au moment où un train passe. Finalement, Vil, assez amoché, revient au terrier de Bugs avouer sa défaite avant de s'évanouir.

## Distribution
Voix originales
- Mel Blanc : Vil Coyote et Bugs Bunny.

Voix françaises
- Guy Piérauld : Bugs Bunny
- Serge Lhorca : Vil Coyote

Redoublage
- Gérard Surugue : Bugs Bunny
- Patrick Guillemin : Vil Coyote
- Bernard Métraux : Annonceur